# 개발국민혁명운동
개발국민혁명운동(프랑스어: Mouvement révolutionnaire national pour le développement, MRND)은 1975년부터 1994년까지 쥐베날 하브자리마나 대통령 하에서 르완다의 여당으로 사무총장 에두아르 카레메라와 함께 출마했다. 1978년부터 1991년까지 MRND는 르완다에서 유일한 합법적인 정당이었다. 후투족, 특히 하브자리마나 대통령의 고향인 르완다 북부 출신들이 지배했다. 대통령 부부에게 영향력을 행사한 것으로 알려진 MRND 당원들의 엘리트 집단은 아카주로 알려져 있다. 1991년, 이 정당은 민주주의개발국민공화운동(프랑스어: Mouvement républicain national pour la démocratie et le développement, MRND 또는 MRNDD)으로 개칭되었다.
1994년 르완다 집단학살 사건 이후, 당은 금지되었다.

## 이데올로기
하브자리마나는 비교적 온건한 것으로 묘사되었지만, 그(그리고 그의 정권)는 투치족을 인종적으로 차별하고(전임자들보다 덜 극단적이지만), 사회적 의제를 발전시키고 반공주의자였다고 한다.

## 구조
하브자리마나는 당의 대표였고, 그래서 공화국의 유일한 대통령 후보였다. 그러나 민주주의에 약간의 양보로, 유권자들은 입법원 선거에서 두 명의 MRND 후보를 받았다.

## 같이 보기
- 파르메후투